# Muzealia
Muzealia – rzeczy ruchome i nieruchomości stanowiące własność muzeum i wpisane do inwentarza muzealiów.
W przypadku muzeum nieposiadającego osobowości prawnej, muzealiami są rzeczy ruchome i nieruchomości stanowiące własność podmiotu, który utworzył muzeum, oraz wpisane do inwentarza muzealiów.